# Nyctimene major
Nyctimene major — вид рукокрилих, родини Криланових.

## Середовище проживання
Країни поширення: Папуа Нова Гвінея (архіпелаг Бісмарка); Соломонові острови. Висотний діапазон поширення: від рівня моря до 900 м над рівнем моря. Мешкає в первинних тропічних низовинних лісах і можуть бути знайдені в порушених лісах, насадженнях, садах. Лаштує сідала окремо або у вигляді невеликих груп, в рослинності. Цей вид здатний поширюватися і жити на невеликих ізольованих островах.